# Histoire postale d'Anguilla
L'histoire philatélique et postale d'Anguilla s'est inscrite dans celle de l'Empire britannique jusqu'à la création du territoire de Saint-Christophe-Niévès-Anguilla en 1952.

## La poste des îles Leeward
Jusqu'en 1903, les timbres-poste britanniques des îles Leeward sont utilisés à Anguilla. 

## La poste du territoire de Saint-Christophe-Niévès-Anguilla
De 1903 à 1952, ceux de la colonie de Saint-Christophe-et-Niévès ont cours et le nom d'Anguilla est imprimé dans la légende des timbres seulement en 1952. Néanmoins, en 1950, des timbres précédents sont surchargés pour le tricentenaire de la colonisation britannique d'Anguilla.

## La poste de laRépublique d'Anguilla

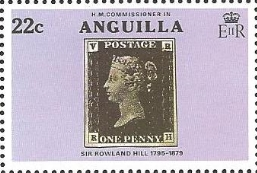
Timbre 22c Rowland Hill d'Anguilla de 1979

En 1967, pendant le soulèvement indépendantiste à Anguilla, des timbres de l'état associé de Saint-Christophe-Niévès-Anguilla sont surchargés « Independent Anguilla ». 
À la suite de l'accord intérimaire de juillet 1971 qui entérine la sécession d'Anguilla de l'état associé de Saint-Christophe-Niévès-Anguilla et prévoit une gouvernance de l'île par un commissaire britannique, les timbres émis localement portent le titre du « Commissaire de Sa Majesté à Anguilla ». 

## La poste de la colonie britannique d'Anguilla
Le 19 septembre 1980, Anguilla devient officiellement une colonie britannique. Les premiers timbres à porter légalement le nom d'Anguilla sont émis pour Pâques 1981 et représentent des personnages de la Walt Disney Company. Le portrait du souverain britannique ou son monogramme royal apparaissent sur les timbres d'Anguilla.
Au sein du service postal d'Anguilla, un comité sélectionne les sujets du programme philatélique dont les timbres sont ensuite approuvés par le Foreign and Commonwealth Office et le souverain britanniques. L'imprimeur est choisi par le service postal (House of Questa puis Cartor depuis les années 2000). Certains agents philatéliques ont des liens spécifiques avec Anguilla, telle la compagnie britannique John Lister dès 1967.